# All My Love (SS501)
All My Love è il secondo album per il mercato giapponese del gruppo musicale sudcoreano SS501, pubblicato il 13 maggio 2009 dalla Pony Canyon.

## Tracce
1. Message (メッセージ)
2. Mermaid...
3. I WANT YOU
4. LUCKY DAYS
5. Get along
6. Promise to Promise
7. Believe in Love
8. Let's Break Away
9. Time of Destiny
10. LOVERS
11. Asai Yume No Hate (浅い夢の果て)
12. Traveler Glider (トラベラーグライダー)
13. All My Love